# 압둘라 오타이프
압둘라 이브라힘 야흐야 오타이프(아랍어: عبد الله إبراهيم يحيى عطيف, Abdullah Ibrahim Yahya Otayf, 1992년 8월 3일 ~ )는 사우디아라비아의 축구 선수이다. 현재 알아흘리에서 활약하고 있으며, 포지션은 수비형 미드필더다.

## 수상
- 사우디 프로리그 (1): 사우디 프로리그 2016-17
- 사우디 챔피언스컵 (2): 2015, 2017
- 사우디 크라운 프린스컵 (1): 2016